# سونيا بلانكو
سونيا بلانكو (بالإسبانية: Sonia Blanco)‏ (24 أبريل 1973 في إسبانيا - ) هي لاعبة كرة سلة إسبانية في مركز هجوم قوي الجسم، شاركت في الألعاب الأولمبية الصيفية 2004.

## وصلات خارجية
- سونيا بلانكو على موقع الاتحاد الدولي لكرة السلة (الإنجليزية)
- سونيا بلانكو على موقع كرة السلة الأوروبية.كوم (الإنجليزية)
- سونيا بلانكو على موقع بروبوليرز (الإنجليزية)
- سونيا بلانكو على موقع سبورتس رفرنس (الإنجليزية)
- سونيا بلانكو على موقع أوليمبيديا (الإنجليزية)